# Trehörningen (Edsbro socken, Uppland)
Trehörningen är en sjö i Norrtälje kommun i Uppland och ingår i Broströmmens huvudavrinningsområde. Sjön har en area på 0,432 kvadratkilometer och ligger 20,1 meter över havet.

## Delavrinningsområde
Trehörningen ingår i det delavrinningsområde (663775-164359) som SMHI kallar för Ovan 663808-164662. Medelhöjden är 31 meter över havet och ytan är 16,43 kvadratkilometer. Det finns inga avrinningsområden uppströms utan avrinningsområdet är högsta punkten. Vattendraget som avvattnar avrinningsområdet har biflödesordning 2, vilket innebär att vattnet flödar genom totalt 2 vattendrag innan det når havet efter 32 kilometer. Avrinningsområdet består mestadels av skog (79 procent). Avrinningsområdet har 0,43 kvadratkilometer vattenytor vilket ger det en sjöprocent på 2,6 procent.